# Écrivains du Montana
L'appellation « écrivains du Montana » regroupe un certain nombre d’écrivains américains contemporains résidant ou travaillant dans l’État du Montana. On parle parfois d'une « école du Montana », de « génération Montana » ou de « Montana Connection ».

## Le Montana, ultime incarnation de l'Ouest américain
« Perhaps it’s the long winters, the hours by streamside, the contemplation of open vistas or mountain grandeur, or just the beauty or the harshness of the place, but Montanans are reflective people. »
— Mark A. Sherouse, 

« Peut-être sont-ce les longs hivers, les heures passées au bord des rivières, la contemplation des grandes plaines ou des majestueuses montagnes, peut-être est-ce plus simplement la beauté ou la dureté de l'endroit, mais le fait est que les habitants du Montana sont des gens réfléchis. »
— 
Le Montana est en effet un vaste État de l’Ouest des États-Unis, constitué à l’Est par les Grandes Plaines et à l’Ouest par les Montagnes Rocheuses. Au quatrième rang par sa superficie, le Montana a l'une des plus faibles densités des États-Unis (997 670 habitants pour environ 380 000 km2). Le climat y est rude (jusqu’à moins 40 °C en hiver), l’isolement important et les paysages démesurés : dans ces conditions, « écrire sur le Montana, c'est faire du paysage un personnage, ou alors un arrière-plan qui est bien plus qu'un arrière-plan », explique Pete Fromm.
Depuis les années 1960, Missoula, la deuxième plus grande ville de l’État avec un peu moins de 70 000 habitants, regroupe une concentration d’écrivains telle qu'elle a été comparée au Montparnasse des années 1920 : une petite centaine, sans compter les 10 000 étudiants[réf. nécessaire] dont certains suivent les ateliers d'écriture (creative writing). Si Missoula est devenue un « paradis pour écrivains », c'est d'abord parce que jusque dans les années 1970, elle était encore une petite ville provinciale au niveau de vie modeste, perspective intéressante pour des écrivains parfois désargentés. Ensuite, Missoula a pu séduire pour sa longue tradition universitaire en ateliers d'écriture. Cette émulation entre les ateliers d'écriture et les écrivains déjà installés a favorisé la venue de nouveaux venus, à la suite de Raymond Carver, de Richard Brautigan et du poète Richard Hugo.

## École du Montana
L'école du Montana relève de la littérature des grands espaces et du nature writing par l'importance que prend la nature dans le récit. Professeur de littérature américaine à l'université de Bordeaux, Yves Charles Grandjeat distingue deux branches dans la « Montana Connection ». Pour la première, même si la « nature est importante », elle vient surtout en « accompagnement » d'une « exploration de l'âme humaine » et de son « désarroi » : on y retrouve Raymond Carver, Richard Ford, Thomas McGuane ou Thomas Savage. Pour la seconde, l'anthropocentrisme est banni, la nature est primordiale et elle voisine souvent avec l'écologie politique, on y retrouve Rick Bass, Annie Dillard ou Barry Lopez. Rick Bass explique ainsi : 

« nous ne posons pas la nature autour des personnages ou les personnages autour de la nature. Personnages et nature ne font qu’un. »

La pertinence du terme « école » est souvent critiquée ; le journaliste littéraire Pierre Assouline la considère ainsi comme « fumeuse ».
Les auteurs eux-mêmes l'ont parfois dénoncé, comme Richard Ford ou Rick Bass qui écrit : « Plutôt que d’école, parlons plutôt de mouvance, de tendance, de communion d’esprit. Aucun écrivain n’aime être catalogué. C’est une invention de journaliste. » Michel Le Bris de son côté préfère parler d'« écrivains de l'Ouest américain ».

Sur son site consacré aux écrivains du Montana, Monique Brisset reconnaît : 

« [ces] écrivains s’expriment dans des styles, des genres différents, que ce soit la poésie, le roman, la nouvelle, l’essai ou le roman policier. Les thèmes aussi varient. »

Si la désignation est contestée, un fait demeure : la centralité du Montana dans l'œuvre ou dans l'apprentissage du style littéraire. Les écrivains qui relèvent de la Montana Connection ont en effet en commun de vivre au Montana, soit toute l'année comme William Kittredge, soit quelques mois dans l'année comme Jim Harrison. Ils se sont en outre rencontrés lors des ateliers d'écriture de l'université du Montana à Missoula, les uns comme enseignants, les autres comme étudiants, ou lors des nombreuses rencontres littéraires qui animent certaines villes du Montana et Missoula en particulier. Comme l'écrit Monique Brisset, « tous considèrent Missoula comme leur port d’attache, ils y reviennent régulièrement. »
Les écrivains du Montana recourent à différents genres littéraires.
Pour ce qui est de la forme, l'on trouve des romans comme The Big Sky d'Alfred B. Guthrie (1947), des nouvelles comme Légendes d'automne de Jim Harrison (1979), de la poésie comme A Run of Jacks de Richard Hugo (1961) ou encore des essais comme Owning it all de William Kittredge (1987).
Pour ce qui est du contenu, certaines productions de la Montana Connection appartiennent à la littérature de voyage (travel writing), comme La Route mode d'emploi de James Crumley. D'ailleurs, pour célébrer les dix ans du festival de Saint-Malo, Saint-Malo a été jumelée avec Missoula l'espace de deux printemps. Relevant assez largement du nature writing, le style du Montana rejette comme lui la recherche de l'exotisme qui caractérise souvent la littérature de voyage.
Pour ce qui est des thèmes, il serait tentant de réduire l'école du Montana à des récits tournant autour de la nature et notamment de la pêche à la mouche : cela s'explique principalement par le succès au cinéma du film Et au milieu coule une rivière de Robert Redford, adaptation du récit éponyme de Norman Maclean. La pêche est certes aussi présente dans d'autres œuvres de l'école du Montana, ainsi dans les poèmes de Raymond Carver tel que The Current, mais aussi en toile de fond de sa nouvelle So much Water so close to Home (Neuf histoires et un poème, 1996). Le héros du Chant du coyote de Colum McCann, Michaël l'Irlandais, pratique également la pêche à la mouche. Mais l'école du Montana ne se résume pas à des histoires de pêche.
Certains écrivains du Montana ont ainsi opté pour le roman policier comme La Mort et la belle vie de Richard Hugo (1980), Un trop plein de ciel de Robert Sims Reid (1988) ou, plus récemment, Lone Creek de Neil McMahon (2008).
D'autres écrivains du Montana se sont essayés au roman d'apprentissage comme Mildred Walker dans Blé d'hiver (1947), Norman Maclean dans Montana 1919 (1976) ou, plus récemment, Judy Blunt avec Breaking Clean (2003).

## Quelques écrivains du Montana
- Sherman Alexie (1966-)
- Rick Bass (1958-)
- Richard Brautigan (1935-1984)
- Larry Brown (1951-2004)
- James Lee Burke (1936-)
- Raymond Carver (1938-1988)
- James Crumley (1939-2008)
- Nicholas Evans (1950-2022)
- Richard Ford (1944-)
- A. B. Guthrie (1901-1991)
- Jim Harrison (1937-2016)
- Richard Hugo (1923-1982)
- William Kittredge (1932-2020)
- Norman Maclean (1902-1990)
- Thomas McGuane (1939-)
- Dan O'Brien (1947-)
- Robert Sims Reid (1948-)
- John D. Voelker (1903-1991)
- Larry Watson (1947-)
- James Welch (1940-2003)